# Milan Holeček
Milan Holecek, né le 23 octobre 1943 à Pardubice, est un joueur de tennis tchèque.
Membre du circuit WCT entre 1973 et 1975.

## Palmarès

### Titre en simple
| No | Date       | Nom et lieu du tournoi                             | Catégorie | Dotation | Surface         | Finaliste         | Score               |  |
| -- | ---------- | -------------------------------------------------- | --------- | -------- | --------------- | ----------------- | ------------------- |  |
| 1  | 09-02-1968 | Internationaux de France de tennis en salle, Paris |           | NC $     | Moquette (int.) | Robert Carmichael | 6-4, 10-8, 3-6, 6-3 |  |

### Finale en simple
| No | Date       | Nom et lieu du tournoi | Catégorie | Dotation | Surface      | Vainqueur | Score         |  |
| -- | ---------- | ---------------------- | --------- | -------- | ------------ | --------- | ------------- |  |
| 1  | 23-09-1968 | Coupe Porée, Paris     |           | NC $     | Terre (ext.) | Jan Kodeš | 8-6, 6-3, 6-2 |  |

### Titre en double
| No | Date       | Nom et lieu du tournoi                 | Catégorie | Dotation | Surface      | Partenaire | Finalistes               | Score         |  |
| -- | ---------- | -------------------------------------- | --------- | -------- | ------------ | ---------- | ------------------------ | ------------- |  |
| 1  | 05-08-1968 | Tournoi de tennis de Hambourg Hambourg |           | NC $     | Terre (ext.) | Jan Kodeš  | John Newcombe Tony Roche | 6-4, 6-4, 7-5 |  |

### Finale en double
| No | Date       | Nom et lieu du tournoi               | Catégorie | Dotation | Surface      | Vainqueurs             | Partenaire  | Score    |  |
| -- | ---------- | ------------------------------------ | --------- | -------- | ------------ | ---------------------- | ----------- | -------- |  |
| 1  | 05-05-1975 | Bavarian Tennis Championships Munich |           | NC $     | Terre (ext.) | Wojtek Fibak Jan Kodeš | Karl Meiler | 7-5, 6-3 |  |